# Комиссия по установлению наименований местностей
Комиссия по установлению наименований местностей (пол. Komisja Ustalania Nazw Miejscowości, KUNM) — польский государственный административный орган при Министерстве государственного управления, созданный в 1934 году и возобновивший свою работу в 1945 году на территории так называемых Возвращённых земель. Прекратила свою деятельность в 1960 году.

## История
Перед Комиссией по установлению наименований местностей была поставлена задача определить исконное польское наименование населённых пунктов и географических объектов (реки, горы, озёра, горные вершины и т. п.) на Возвращённых землях или в случае отсутствия польского исторического ономастического аналога — придать объекту новое название. Комиссию возглавлял варшавский профессор-географ и бывший директор гданьского Балтийского института Станислав Сроковский. В её состав, кроме председателя, входили 6 членов, из которых трое были лингвистами, среди них — президент Польской академии знаний профессор Казимир Нич, познанский профессор Миколай Рудницкий, краковский профессор Витольд Ташицкий, а также по одному представителю из Министерства обороны, почтовой и транспортной службы.
Комиссия координировала научные ономастические работы в гданьском Западном институте, катовицком Силезском институте и гданьском Балтийском институте. Комиссии подчинялись три подкомиссии: Краковская комиссия I, отвечавшая за территорию Силезии, Краковская комиссия II, отвечавшая за территорию Восточной Пруссии и Вольного города Данциг и Познанская комиссия, отвечавшая за территорию Западной Померании и Ноймарка. Подкомиссии готовили рекомендации для Комиссии, которая одобряла либо отклоняла предложенные подкомиссиями варианты наименований. Комиссия при принятии решения часто использовала «Atlas nazw geograficznych Słowiańszczyzny Zachodniej» (Атлас географических названий Западной славянской земли) авторства Станислава Козеровского и многотомный «Słownik geograficzny Królestwa Polskiego i innych krajów słowiańskich», издаваемый на рубеже XIX и XX веков. После утверждения наименований результаты передавались в Департамент государственного управления и Возвращённых земель, который в свою очередь публиковал предложенные варианты в государственном официальном издании «Monitor Polski».
Первое заседание Комиссии состоялось 2 — 4 марта 1946 года. На этом заседании Комиссией были установлены наименования населённых пунктов с численностью населения свыше 5 тысяч человек.
Во время второго заседания Комиссии, которое состоялось 1 — 3 июня 1946 года, были установлены наименования населённых пунктов с численностью населения до 5 тысяч человек и некоторые железнодорожные станции.
Третье заседание Комиссии, состоявшееся с 28 сентября по 8 октября 1946 года, установило наименование железнодорожных станций и населённых пунктов от пятисот до тысячи человек.
Четвёртая конференция занималась переименованием населённых пунктов от 250 до 500 человек, в том числе населённых пунктов бывшей Восточной Пруссии с численностью населения от 500 до 1000 человек.
Пятое заседание Комиссии занималось переименованием населённых пунктов численность ниже 250 человек (в случае с Восточной Пруссии — от 250 до 500 человек). Оставшимися населёнными пунктами занималась шестая конференция.
В течение с 1946 по 1951 год Комиссией было возвращено или установлено новое польское наименование для 32 тысяч населённых пунктов и трёх тысяч географических объектов.
Результаты работы Комиссии по установлению наименования местностей были опубликованы в «Словаре географических наименований западной и северной Польши» («Słownik Nazw Geograficznych Polski Zachodniej i Północnej») под редакцией Станислава Роспонда, который заведовал силезским отделом Комиссии.
Неоднократно из-за личных, политических и национальных предпочтений или неприязни, а также из-за нехватки грамотных сотрудников члены Комиссии принимали неадекватные новые наименования. Часто члены Комиссии намеренно переименовали населённые пункты и географические объекты без соответствия с их «историческим наименованием», например:
- немецкому Konradswalde было придано новое произвольное название Конецвалд (Koniecwałd);
- немецкий Sensburg, имевший историческое польское наименование Зондзьборк, был назван как Мронгово в честь Кшиштофа Мронговиуша.
- Lötzen, переименованный первоначально в Лец (Lec), потом стал называться как Лечи (Leczy) и в третий раз был назван Гижицко в честь Густава Гизевиуша.
- город Reichenbach, имевший польский аналог Рыхбах (Rychbach) был назван как Дзержонюв в честь Яна Дзержона.
- немецкий Rastenburg, переименованный первоначально в Растемборк (Rastembork) был вторично переименован в Кентшин (Kętrzyn) в честь Войцеха Кентшиньского;
- немецкий Drengfurt до 1950 года носил польское название Дрыфорт (Dryfort), потом был переименован в Сроково в честь скончавшегося в 1950 году председателя Комиссии Станислава Сроковского.

Комиссия по установлению наименований местностей занималась переименованием до 1960 года.
В настоящее время в Польше действуют две комиссии по стандартизации. Географическими объектами занимается Комиссия по наименованию местностей и физио-географических объектов (Komisja Nazw Miejscowości i Obiektów Fizjograficznych), которая действует при Министерстве внутренних дел. Согласно закону, председателем этой Комиссии должен быть специалист по лингвистике. При Главном геодезическом управлении действует Комиссия по стандартизации географических наименований (Komisja Standaryzacji Nazw Geograficznych).

## Другие комиссии
Кроме Комиссии по установлению наименований местностей, действовала организация по переименованию железнодорожных станций. В начале 1945 года региональное управление государственных польских железных дорог в Познани также создало Комиссию по восстановлению славянских наименований района Одры, задачей которой было возвращение польских названий станций на территории Любушской земли, Поморского района Одры и Силезии. Комиссия по переименованию железнодорожных станций сотрудничала с познанским Западным институтом, который выпустил для переименований двуязычный польско-немецкий «Słowniczek nazw miejscowych» («Малый словарь названий местностей»).
11 — 13 сентября 1945 года по инициативе региональной администрации железной дороги в Познани состоялась конференция, в которой принимали участие 37 учёных, представлявших различные польские институты и гражданские администрации Щецина, Познани, Гданьска, работники почтовой службы и государственных пропагандистских органов.